# Nanfang caomu zhuang
Le Nanfang caomu zhuang, 南方草木狀 Plantes et arbres  du Sud (c. 304), attribué à Ji Han (嵇含, 263-307), un érudit et botaniste de la dynastie Jin, est une flore décrivant les plantes du Lǐngnán 嶺南. Il comporte 3 juan (rouleaux, chapitres).
Le Nanfang caomu zhuang est le plus ancien ouvrage existant dans toutes les langues sur la botanique tropicale. Le livre contient les premières descriptions de plusieurs plantes économiques, par exemple le jasmin et le poivrier noir, ainsi que les premières descriptions de certaines techniques agricoles telles que la lutte biologique (en utilisant des fourmis tisserandes pour protéger les cultures d’orangers) et de la culture de légumes dans des jardins flottants (des siècles avant le premier chinampa mésoaméricain enregistré).
Après la version manuscrite, l’ouvrage fut imprimé une première fois en 1273, durant la dynastie Song (960-1279), ce qui permit de révéler sa valeur. Il fut cité par de nombreux auteurs aussi bien en littérature, que dans les domaines techniques de l’horticulture, de l'agriculture, et de la phytothérapie (materia medica). Il comporte selon les versions, entre 80 et 100 entrées qui décrivent l’aspect, l’aire de répartition, les usages médicinaux, alimentaires ou artisanaux des plantes herbacées et des arbres tropicaux.
À partir du XIXe, Hirth et Emil Bretschneider, et beaucoup de sinologues, botanistes et historiens occidentaux l'étudièrent.
Cependant la controverse qui se poursuit depuis plus d’un siècle sur l’authenticité du texte du Nanfang caomu zhuang de 304, vient jeter le voile du doute sur le caractère précurseur de l’œuvre. Un symposium international s’est tenu sur le sujet sans trancher. Pour une majorité d’experts, il semble bien qu’il existe un noyau central écrit en 304 par Ji Han et des notices suspectes postérieures. Mais aucune publication critique de l’œuvre n’a été faite à ce jour en juillet 2025.

## Ji Han
Ji Han, l’auteur de Nanfang caomu zhuang, était un lettré et un fonctionnaire originaire du Sud de la Chine, passionné par l’étude des ressources naturelles de sa région d’origine, encore peu décrites à l’époque par rapport à ce qui se faisait plus au Nord de l'empire.
Ji Han est né en 263 dans le Zhixian 銍縣, dans l’actuelle province de l’Anhui, et est mort assassiné en 307. Son prénom social était Jun Dao, 君道, « Voie de gentilhomme », son nom-de-plume Boqiuzi, 亳丘子, « Maitre de Boqiu » (près de la capitale Luoyang). Il servit plusieurs princes en tant qu’érudit-administrateur.
La source principale d'informations sur sa biographie se trouve dans « le Livre des Jin », Jinshu 晉書. Il était le petit fils du poète musicien, Ji Kang 嵇康 (223-262) qui était un des Sept Sages de la forêt de bambous.
En 300, pendant la Guerre des huit princes, Ji Han était commandant militaire sous le futur empereur Jin Huai (r. 307-313), dont l'armée subit une défaite à Dangyin (蒋音), au cours de laquelle Ji Shao l'oncle de Ji Han fut tué alors qu'il protégeait l'empereur. Ji Han fut nommé préfet du xian de Xiangcheng (au Henan), en 304, mais après la conquête de la ville, il dut fuir vers le sud, à Xiangyang (aujourd'hui dans le Hubei), et, sur recommandation du fonctionnaire Liu Hong (dynastie Jin), il fut nommé gouverneur du Guangdong en 306. Cependant, avant de pouvoir partir, Ji Han fut assassiné à Xiangyang en 307, après la mort de Liu Hong. Lorsque Ji Han fut nommé gouverneur, il nomma son ami Ge Hong, 葛洪, alchimiste et auteur du « Shenxian Zhuan » et du « Baopuzi », comme aide de camp. Ge Hong se rendit au Guangdong avant Ji Han et y resta plusieurs années, probablement par intérêt pour les plantes exotiques et les minéraux inhabituels du Sud.
Joseph Needham considère que Ji Han, est un des plus grands botaniste chinois.
En plus de son intérêt pour les plantes tropicales, Ji Han était un poète prolifique, en particulier de fu 賦, poèmes en prose  faites de phrases parallèles. Alors que la plupart de ses œuvres en dix volumes ont été perdues, des textes ultérieurs citent les préfaces des essais poétiques de Ji Han sur l’hémérocalle, l’hibiscus, l’arbre Platycarya, les arbres à feuilles persistantes et le melon doux. Ji Han a également écrit un poème  sur le mélange à la mode, de Poudre de nourriture froide (en), hánshísǎn 寒食散 de minéraux et de plantes médicinales, qui dit-il « a guéri son fils malade lorsque les autres traitements avaient échoué ».

## Contenu
Dans le prologue, Ji Han indique ce qui l’a motivé à écrire ce livre :
« Après les conquêtes territoriales de l’empereur Wudi des Han [règne : de  -141 à -87], on a recherché les plantes rares et extraordinaires, et les plus remarquables ont été sélectionnées pour être offertes en tribut aux habitants du Zhongzhou 中州 [le cœur du pays, c’est-à-dire la Chine du Nord]. Mais les gens de ces régions centrales ignoraient souvent leur aspect et leur nature ; j’ai donc consigné ce que j’en ai appris, pour en faire une présentation utile à mes disciples ou lecteurs. Voilà l’intention de ce traité » (Nanfang caomu zhuang, texte chinois).
Bien que le Nánfāng cǎomù zhuàng ne comporte pas dans son titre le terme bencao 本草, « pharmacopée », il sera considéré, par les lettrés comme par les historiens modernes, comme un texte précoce et important dans l’Histoire des pharmacopées chinoises, bien qu’il n’appartienne pas formellement à une bencao canonique. L’ouvrage décrit de nombreuses plantes à usage médicinal, alimentaire ou artisanal, ce qui reste dans le domaine des bencao classiques.
Le Nanfang caomu zhuang est composé de trois chapitres, avec un total de 80 entrées botaniques (pour la version du Chinese Text Project). Le premier chapitre, intitulé cǎolèi 草類 « herbes », décrit 29 plantes herbacées, le second, mùlèi 木類 « arbres », donne 28 arbres de forêt, et le troisième, guǒlèi 果類 « fruits », 17 arbres fruitiers, et zhúlèi 竹類 « bambous », 6 espèces de bambous.
Le titre Nanfang caomu zhuang / zhi (« Registre des plantes et des arbres du Sud ») de Ji Han est parfois confondu avec le Nanfang caowu zhuang 南方草物狀, « Registre des plantes et des produits du Sud » (vers le IIIe-IVe siècle), qui a été écrit par une personne moins connue, portant le nom de Xu Zhong 徐衷 ou Xu Biao 徐表. Le Nanfang caowu zhi n’a jamais été une flore, car il comprenait des animaux marins et toutes sortes de produits naturels.

### Notice sur le bananier,gānjiāo甘蕉
JI Han commence par une description remarquable d’une plante méridionale : le bananier, que les habitants du Sud appellent gānjiāo 甘蕉.
« Le bananier (gānjiāo 甘蕉), vu de loin, ressemble à un arbre. Les plus gros pieds atteignent une circonférence de plus d’une toise (environ 80 cm). Les feuilles mesurent jusqu’à un zhang (environ 3,3 m), parfois sept ou huit pieds (2,3 à 2,6 m), pour une largeur d’un pied ou un peu plus (35 à 70 cm).
La fleur est grande comme une coupe à vin, sa forme et sa couleur évoquent l’hibiscus (fúróng 芙蓉). Elle pousse à l’extrémité de la tige. Les fruits, plus d’une centaine, forment un « régime » (fáng 房) et sont disposés en grappes continues ; leur goût est doux et agréable, et ils peuvent aussi être conservés dans du miel. 
La souche ressemble à celle du taro (yù 芋), et les plus grosses atteignent la taille d’un moyeu de charrette
Les fruits suivent les fleurs : chaque spathe florale (hé 闔) donne six fruits. Les fleurs et les fruits apparaissent successivement, sans être tous simultanément épanouis ou mûrs. Les fleurs et les fruits apparaissent successivement, sans être tous simultanément épanouis ou mûrs. 
Un autre nom est bājiāo 芭蕉 ou baju 巴苴 [forme dialectale ou ancienne]. 
Quand on pèle le fruit, il est jaune-blanchâtre. Son goût rappelle celui du raisin (pútáo 蒲萄), doux et croquant, et il peut apaiser la faim. » (Nanfang caomu zhuang, juan supérieur, cf. wiki anglais Nanfang caomu zhuang, traduction de Li Huilin).
À l’époque de Ji Han, la première pharmacopée qui servira de modèle pour les siècles suivants, la Shennong bencao jing 神农本草经 « Le Classique de la matière médicale du Laboureur Céleste » (Ier – IIe siècles) existait déjà. Mais cette pharmacopée comme les suivantes jusqu’au XIe siècle, ne comportait pas vraiment de description botanique des plantes. C’est seulement en 1061 que dans son ouvrage Tu jing bencao 图经本草, le « Classique illustré de matière médicale », le savant polymathe, Su Song 蘇頌 (1020-1101), a marqué une avancée significative en termes de précisions en donnant de bonnes descriptions botaniques des plantes médicinales, accompagnées d’illustrations des racines, tiges, feuilles, fleurs et fruits.
En 304, Ji Han est un précurseur qui adopte une démarche remarquable par sa précision descriptive. Il observe avec attention les plantes du sud de la Chine, les décrit selon leur morphologie, leur mode de croissance, leur reproduction, leur goût et leurs usages, qu’ils soient alimentaires, médicinaux ou artisanaux. Cette posture d’observation directe — exceptionnelle dans la littérature chinoise ancienne — fait de Ji Han une figure pionnière du naturalisme descriptif. Toutefois, son approche n’a pas été poursuivie ni systématisée dans la tradition ultérieure. Son œuvre a été lue comme une source précieuse sur les produits méridionaux, mais non comme un modèle méthodologique.
Mais tant qu'une édition critique de l'œuvre n'a pas été publiée, avec pour chaque notice des notes indiquant si elle fait partie du noyau originel de 304 de Ji Han ou bien si c'est une introduction postérieure, il faut rester prudent sur le jugement de précocité. 
Ji Han poursuit en décrivant trois variétés de bananes:
« Il existe trois variétés
- Le fruit est gros comme un pouce, long et pointu, semblable à une corne de chèvre : on l'appelle banane corne-de-chèvre (yángjiǎo jiāo 羊角蕉), c’est la plus douce et la meilleure.
- Une autre a des fruits gros comme des œufs de poule, rappelant le lait de vache (niúrǔjiao 牛乳蕉) : c’est la banane au lait. Elle est un peu moins bonne que la précédente.
- La troisième a des fruits aussi gros que des morceaux de rhizome de lotus (ǒu 藕), longs de 6–7 pouces (~20 cm), de forme presque carrée, peu sucrés — c’est la plus médiocre. »  (Nanfang caomu zhuang, juan supérieur)
Le nom chinois gānjiāo 甘蕉 est utilisé de manière générique pour désigner les bananiers à fruits comestibles (de désert ou à cuire) — des hybrides entre Musa acuminata (génome A) et Musa balbisiana (génome B), connus sous le code génomique AAB (Soie), AAA (Cavendish) ou ABB (Pisang Awak) selon le cas. Il ne s'agit donc pas d’une espèce botanique unique, mais d’un groupe domestiqué noté Musa × paradisiaca, de cultivars triploïde de bananiers. La plupart des bananes (dessert) et plantains cultivés sont des cultivars de cet hybride,,.
La suite de la notice se poursuit par une note pratique sur les fibres végétales de la banane ganjiao.
« Un traitement à la chaux, permet de séparer les fibres, qui peuvent être tissées en un tissu fin, appelé jiāo gé 蕉葛, « lin fabriqué de fibres de banane ». »
Needham et ses collaborateurs disent que la banane a été principalement cultivée pour ses fibres textiles, ce qui expliquerait l’origine du nom 蕉, se décomposant en jiāo 焦 signifiant « chaleur ; brûler » et en radical de plante (艸), allusion à la technique d'extraction des fibres.

### Notice surzhujin朱槿,Hibiscus x rosa-sinensis
Ji Han donne une description de la fleur d’hibiscus rouge emblématique des tropiques
« La fleur de l’hibiscus zhujin 朱槿 : sa tige et ses feuilles ressemblent à celles du mûrier (sāng 桑), brillantes et épaisses. L’arbuste ne dépasse que quatre ou cinq pieds [environ 1,30 à 1,70 m] de haut, mais ses branches et son feuillage sont amples et ondulants (pósuō 婆娑 luxuriants, agités doucement). Il fleurit à partir du deuxième mois (début du printemps) et continue jusqu’au milieu de l’hiver, moment où la floraison cesse. Ses fleurs sont d’un rouge profond, à cinq pétales, grandes comme celles de la mauve de Sichuan (shǔkuí 蜀葵) [Rose trémière, Alcea rosea], avec un seul filet d’étamines central plus long que les pétales, orné à l’extrémité de ce qui ressemble à des paillettes d’or. Quand le soleil les frappe, on dirait que des flammes jaillissent — tant leur éclat est vif. Sur un même buisson, il peut s’épanouir chaque jour plusieurs centaines de fleurs, qui s’ouvrent le matin et tombent le soir. Si l’on plante une branche, elle reprend facilement. Cette plante vient du district de Gaoliang (actuel Yangjiang, dans le Guangdong). Elle est aussi appelée chìjǐn 赤槿 (hibiscus rouge) ou rìjí 日及 (qui atteint le soleil / fleur du soleil). » (Traduction de ChatGPT4).
À une époque où la culture savante classique valorisait les systèmes cosmologiques et analogiques plus que l’observation empirique, Ji Han offre une description botanique précise sur la morphologie, sur la taille de l’arbuste, sur la fleur (à 5 pétales et colonne staminale), sur la période de floraison, sur la multiplication par bouture, sur l’aire de distribution.
Il annonce l'approche naturaliste de Su Song puis de Li Shizhen. Mais Il sera lu comme source d'information sur les produits du Sud et pas comme un modèle méthodologique de travail.

### Notice sur la fabrication du vin de céréale avec un inoculum fermentaire végétal
Ji Han donne la première description connue sur la fabrication de vin de riz avec un ferment végétal cǎoqūjiu 草麴酒 assurant une double fermentation.  
« En ce qui concerne le levain végétal (cǎoqū, 草麴) : dans les régions de Nanhai [région du Guangdong], il y a beaucoup de vins fins préparés non pas avec des levains traditionnels (qū 麴, bò 蘗) mais en pilant un mélange de farine de riz et de diverses herbes et feuilles trempées dans du jus d’uréna (yěgé zhī 冶葛汁 – peut-être Urena lobata une Malvacée), puis en faisant tremper le tout dans de l’eau légèrement cendrée (xiǔsōu 滫溲 « eau de lessive »). Les boules de levain formés sont aussi grosses que des œufs. On les dépose à l’ombre de buissons denses et après un mois, la fermentation est terminée. 
On utilise ce levain pour fermenter du riz glutineux, pour donner un vin de céréale très fort. Ainsi, lorsqu’on en boit beaucoup, même une fois l’ivresse passée, la tête reste moite et brûlante — c’est dû à la présence d’herbes toxiques dans le levain. 
Chez le méridionaux, quand une fille est âgée de plusieurs années, la famille commence à brasser de grandes quantités de vin de riz. Après filtrage, et lorsque les étangs deviennent secs en hiver, le vin est mis dans des jarres, hermétiquement fermées et enterrées sur le bord des étangs. Lorsque le printemps arrive et que les étangs sont pleins d’eau, ces récipients ne sont pas retirés. Lorsque la fille se prépare à se marier, les bords de l’étang sont creusés pour retirer le vin afin de l’utiliser pour festoyer avec les invités lors de la cérémonie de mariage. C’est ce qu’on appelle le « vin de fille » (nüjiu 女酒). L’arôme est extrêmement délicat » (Nanfang caomu zhuang, traduction basée sur Li Huilin).
Le vin de céréale (appelé huangjiu 黄酒 en Chine et saké au Japon) par son mode de production s’apparente à la bière. Il est obtenu par une double action d’enzymes amylolytiques (saccharification : amidon → sucre) et d’enzymes glycolitiques lévuriennes (fermentation alcoolique : glucose → éthanol). Mais par son mode de consommation et ses caractéristiques organoleptiques, il s’apparente au vin. Les premiers sinologues occidentaux ont pris l'habitude de traduire jiu 酒 dans les textes classiques par « vin » et cet usage se poursuit aujourd'hui.
Dans la fabrication du vin de céréale chinois, les deux processus sont quasi simultanés alors que dans la fabrication de la bière élaborée en Europe du Nord, ils sont séquentiels.

### Notice sur le liseron d’eau,wèngcài蕹菜
La notice du Nanfang caomu zhuang sur le wèngcài 蕹菜, Ipomoea aquatica, le liseron d’eau, est la première mention historique à la fois de ce légume et de jardins flottants. Le liseron d’eau chinois est une plante tropicale semi-aquatique cultivée, soit dans l’eau, soit sur un sol humide, comme légume pour ses pousses et ses feuilles tendres. Dans le sud de la Chine, c’est un légume très commun et populaire qui s’échappe souvent des cultures
« Le liseron d’eau (weng 蕹) a des feuilles semblables à celles du luokui 落葵(Basella alba, baselle ou épinard de Malabar) mais plus petite. Sa nature est froide (au sens médicinal de « refroidissante »), et sa saveur est douce. Les gens du Midi font des nattes de roseaux (fá 茷), et y découpent de petits trous. Ils les font flotter sur l’eau et y déposent les graines de cette plante. Celles-ci, semblables à des lentilles d’eau (píng 萍), prennent racine à la surface. Quand la plante grandit, tiges et feuilles sortent à travers les trous de la natte de roseau, et montent ou descendent au gré du niveau de l’eau. C’est un légume extraordinaire du Sud. 
 La yěgé (冶葛, probablement Gelsemium elegans) est très toxique. 
 Mais si on verse du jus de liseron d'eau wèng sur ses jeunes pousses, elles dépérissent immédiatement. 
 On raconte que Cao Cao (Wèi Wǔ, 魏武), seigneur de guerre des Trois Royaumes, pouvait manger jusqu’à un pied (≈33 cm) de cette liane toxique, parce qu’il avait préalablement consommé cette plante (wèng) — ce qui l’aurait protégé. » (Nanfang caomu zhuang, traduction de Li).
Li Huilin reconnait dans cette notice une description des jardins flottants des siècles avant le premier chinampa mésoaméricain enregistré.

## Controverse sur l’authenticité duNanfang caomu zhuang
Les controverses académiques sur l’authenticité du Nanfang caomu zhuang de Ji Han se poursuivent depuis plus d’un siècle.
Pour certains comme Ma Tai-Loi (1978), le Nanfang caomu zhuang est sans équivoque un faux, compilé entre 1108, l’année de la première publication du Zheng lei bencao, et 1194, l’année de la mort de You Mou.
Un premier argument qui permet de douter que l’ouvrage ait été publié en 304 durant la dynastie Jin (265-420) 晉, est qu’on ne trouve aucune référence au texte dans le Livre des Jin (Jin shu 晉書), ni le Livre des Sui (Sui shu 隋書), ni le Livre des Tang (Tang shu 唐書) qui répertorient les œuvres publiées à l’époque s’étalant de 265 à 907. Le titre du Nanfang caomu zhuang pourrait avoir été pour la première fois mentionnée dans la littérature pré-Song mais sous la variante du titre Nanfang caowu zhuang 南方草物狀. En revanche, il est mentionné correctement dans le Zheng lei bencao (1108) de Tang Shenwei et dans le Suichutang shumu 遂初堂書目 (1180) de You Mou 尤袤. La première édition complète date 1273, est dans la Baichuan xuehai 百川學海 réalisée par Zuo Gui 左圭.
Les descriptions botaniques précises de Ji Han si elles ont été faites en 304 apparaissent très soudainement et n’eurent aucun impact, alors que si elles apparaissent au XIIe siècle, elles se replacent parfaitement dans le cadre du tournant naturaliste Song-Jin-Yuan 宋金元 de l’histoire des bencao, allant du savant polymathe Su Song (1020-1101) au lettré médecin Tang Shenwei 唐慎微 (c. 1056-1093).
Une majorité d’experts, dont Joseph Needham, Lu et Huang, mais aussi Li Hui‑Lin, rejettent la thèse de Ma et soutiennent qu’Il existe bel et bien un noyau ancien, cohérent avec l’époque de Ji Han, en particulier dans les passages descriptifs qui semblent authentiquement Jin. L'historien Yamada Keiji corrobore l’idée de Ma que certains fragments seraient repris d’œuvres plus tardives, mais il soutient lui-aussi que les passages botaniques du noyau demeurent authentiques
Joseph Needham, Lu Gwei-djen et Huang Hsing-Tsung concluent que fondamentalement « le texte de Ji Han est authentique, bien qu’il puisse y avoir eu quelques interpolations ultérieures ».
Les participants au symposium international de 1989 sur le Nan Fang Cao Mu Zhuang (Chinese Science 7, 1986) sont parvenus à un consensus sur le fait que le texte existant contient des interpolations d’auteurs ultérieurs, et qu’il est probablement apparu pour la première fois sous sa forme actuelle sous la dynastie des Song du Sud (1127-1279). Parmi le groupe pro-contrefaçon, les opinions sur la date de fabrication variaient considérablement, peut-être Tang, Song du Nord ou Song du Sud. Huang affirme que « Sur la base de ce que l’on sait de la vie de Ji Han, de ses réalisations littéraires, de son amour des plantes et de son intérêt pour l’alchimie, ceux qui s’opposent à la thèse de la contrefaçon croient qu’il est un auteur probable du Nanfang caomu zhuang ».